# ترانه بی‌پایان
«ترانه بی‌پایان» (انگلیسی: Song Without End) فیلمی در ژانر موزیکال به کارگردانی چارلز ویدور و جرج کیوکر است که در سال ۱۹۶۰ منتشر شد.
این فیلم در سال ۱۹۶۰ برنده جایزه گلدن گلوب بهترین فیلم موزیکال یا کمدی شده است.

## بازیگران
- دیرک بگارد
- کاپوسین
- پاترسیا موریسون
- لو جاکوبی
- مارسل دالیو
- لستر متیوز